# Strangers (Elton John)
Strangers è un brano composto dall'artista britannico Elton John; il testo è di Gary Osborne.

## La melodia e il testo
Originariamente pubblicato come B-side del singolo Victim of Love, proveniente dall'LP eponimo Victim of Love (1979), venne inserito anche nella compilation del 1982 Love Songs e, più di recente, nella versione rimasterizzata dell'album A Single Man (datata 1998) come ultima bonus track.
Musicalmente parlando, si caratterizza come una semplice ballata di stampo pop. La intro è dominata dal pianoforte, subito accompagnato dalle chitarre; presenti sono anche varie percussioni e una rhythm section.
Il testo di Osborne, scritto durante le session di A Single Man (insieme alla melodia di Elton), parla di due amanti, i quali scoprono di non conoscersi affatto e di risultare quindi l'un l'altro degli stranieri.
Del brano esiste inoltre una cover di Randy Meisner.